# Neophyllomyza quadricornis
Neophyllomyza quadricornis är en tvåvingeart som beskrevs av Axel Leonard Melander 1913. Neophyllomyza quadricornis ingår i släktet Neophyllomyza och familjen sprickflugor. Inga underarter finns listade i Catalogue of Life.